# Henri Nestlé

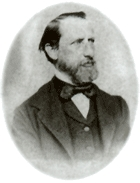
Henri Nestlé

Henri Nestlé, bis 1839 Heinrich Nestle, ab 1875 Henri Nestlé-Ehmant (* 10. August 1814 in Frankfurt am Main; † 7. Juli 1890 in Glion, Schweiz), war ein Schweizer Unternehmer und Industrieller deutscher Herkunft. Er ist Gründer der inzwischen weltweit agierenden Firma Nestlé.

## Leben
Heinrich Nestle wurde am 10. August 1814 in der Töngesgasse 33 in Frankfurt am Main als elftes von vierzehn Kindern des Glasermeisters Johann Ulrich Matthias Nestle und der Anna Maria Catharina geb. Ehemann geboren.
Seine Apothekerlehre absolvierte Nestle in Frankfurt von 1829 bis 1833 in der Brückenapotheke in der Fahrgasse bei J. E. Stein. Anschließend ging er auf Wanderschaft, wie es zu jener Zeit für Gesellen vorgeschrieben war. Während seiner Ausbildung hatte er Kontakte zur Opposition und war deswegen Repressalien ausgesetzt.
Mit der Auswanderung nach Vevey in die französischsprachige Schweiz 1839 änderte Heinrich Nestle seinen Namen in Henri Nestlé.
Dort hatte er eine Anstellung beim Stadtapotheker M. Nicollier, der ihn nach Kräften förderte. 1843 konnte Nestlé deswegen mit der Unterstützung seines Meisters und finanzieller Hilfe seiner Familie eine Mühle mit angeschlossener Brennerei erwerben. Hier begann er, Essig, Knochenmehl, Likör und Öl herzustellen. Nebenbei versuchte er sich auch in der Senf- und Mineralwasserproduktion.
1849 richtete sich Nestlé ein kleines Laboratorium ein und versuchte, nach den neuesten wissenschaftlichen Erkenntnissen Mineraldünger und ein Flüssiggas aus Pflanzenöl zu produzieren. In den Jahren 1858 bis 1862 verkaufte er dieses Gas der Stadtverwaltung Vevey als Brennstoff für die Straßenbeleuchtung. In dieser Zeit handelte er auch mit Petroleum und Petroleumlampen. Ab Mitte der 1850er Jahre war Nestlé mit Jean Balthasar Schnetzler befreundet, einem Naturwissenschaftler, der ab 1869 zum Professor für Naturkunde an der Académie de Lausanne berufen wurde. Schnetzler beriet die Stadt Vevey in Sachen Gasbeleuchtung und war auch später noch für Nestlé eine Art Spiritus rector.
1857 kam es zu finanziellen Schwierigkeiten der „Fa. Nestlé“, unter anderem deshalb, weil die Gemeinde Vevey von Flüssiggas auf Steinkohlegas umstellte. Auf der Suche nach neuen Geschäftsideen kam Nestlé auf die künstliche Säuglingsnahrung. Erste Versuche der Herstellung von Muttermilchersatz waren allerdings nicht erfolgreich.
1860, während eines Aufenthaltes in seiner Geburtsstadt, heiratete Henri Nestlé die Frankfurter Arzttochter Clementine Therese Ehemant (1833–1900), die nach ihrer Ankunft in Vevey ebenfalls ihren Namen änderte und sich fortan Ehmant schrieb. Das Ehepaar blieb kinderlos und nahm das Waisenkind Emma Seiler, genannt Emma Nestlé, auf.

Nestle Kindermehl in einer Annonce von 1898

Justus von Liebig entwickelte 1865 das erste Fertigprodukt für Säuglinge. Nestlé fügte Liebigs Rezeptur kondensierte Milch hinzu und brachte das Pulver nach einem Versuch an zwei Säuglingen als Henri Nestle’s Kindermehl 1868 auf den Markt. In den folgenden Monaten wurde die „Fa. Nestlé“ umgerüstet, um die Massenproduktion zu bewältigen.
1874 begann sich Nestlé, aus seiner Firma, die in jenem Jahr einen Nettogewinn von 400.000 Franken aufwies, zurückzuziehen. 1875 verkaufte er die ganze Firma an seine Geschäftsfreunde Gustav Marquis, Jules Monnerat und Pierre-Samuel Roussy.
Ab diesem Jahr lebte Nestlé mit seiner Familie abwechselnd in Montreux und Glion. Im Alter von 76 Jahren starb Henri Nestlé-Ehmant am 7. Juli 1890 in Glion (VD).

## Werke
- Memorial on the food nutrition of infants (1869)